# When They Come for Me
«When They Come for Me» —en español: «Cuando ellos vienen por mi»— es una canción de Linkin Park Incluida en su cuarto álbum de estudio A Thousand Suns aunque la canción no fue lanzada como sencillo. «When they come for me» rinde homenaje a Public Enemy en la frase «Chuck said that uzi weigh a motherfuckin' ton» en la cual hace referencia a la canción «Miuzi Weighs a Ton». «When They Come for Me» así mismo hace referencia al séptimo álbum de estudio del rapero Jay-Z llamado The Blueprint 2: The Gift & The Curse, la banda ya había trabajado con Jay-Z en su EP de 2004 llamado Collision Course.

## Trasfondo
«When They Come For Me» es una pista muy orientada al hip-hop, y es una de las pocas canciones del álbum que presenta a Mike Shinoda rapeando. La pista comienza con un ritmo de batería sincopado acompañado de golpes de sintetizador muy sucios y distorsionados antes de dar paso al rap de Shinoda, donde hace referencia a «Lost Ones» de Lauryn Hill, «Mo Money Mo Problems» de Notorious BIG, «Raw» de Big Daddy Kane, «My Uzi Weigh A Ton» de Public Enemy, «The Blueprint 2: The Gift And The Curse» de Jay-Z y la propia canción de Linkin Park de Hybrid Theory, «Points of Authority». El coro sin palabras de la canción tiene a la banda haciendo voces de pandillas antes de que Chester Bennington cante el puente, acompañado de una electrónica sutil y una línea de guitarra melódica y ligera. Las voces de la pandilla también hacen el «¡hey! Hey! Hey! Hey!» canto repetido a lo largo de la canción.
Brad habla en español cerca del final de la canción, algo que continúa de «Empty Spaces». Él dice, «Escuchénme preste atención, escuchénme ahora, escuchénme ahora, escuchénme todos, escuchénme ahora mismo». En los videos promocionales de A Thousand Suns, se ve a Brad probando muchos instrumentos diferentes y este fue uno de los resultados. En ese momento, comenzó a experimentar con otros sonidos y a tocar muy poco la guitarra.
Una parte del outro de la canción en realidad no fue hecha por la banda, sino que fue creada por el ganador del concurso de remezclas «The Catalyst», NoBraiN, a quien se le permitió contribuir con una de las pistas del álbum, con las opciones ya sea «When They Come for Me» o «Jornada Del Muerto». Le dijeron que las partes que hizo no necesariamente tenían que hacer el álbum, ya que la banda ya tenía una visión artística para las pistas. En última instancia, sus contribuciones para «When They Come for Me» hicieron el corte y están presentes en el álbum. La versión instrumental oficial de «When They Come For Me» contiene una versión anterior de la canción sin la contribución de NoBrainN al outro, que contiene el sonido arremolinado repetido, así como otra programación. En los setlists físicos de Linkin Park en el A Thousand Suns World Tour, Mike tenía una nota escrita a mano junto a la canción que decía «NoBraiN Thing» para recordarle que activara esos samples al final de la pista.
Siendo la pista rítmica más compleja del álbum, la sesión de Pro Tools para «When They Come For Me», comprendió más de cien pistas y tardó más de un año y medio en completarse. En un momento, la banda consideró hacer la pista de seis o siete minutos de duración.
En 2015, después de que Mike Shinoda revivió Fort Minor, mencionó «When They Come For Me» como un ejemplo de una canción de Linkin Park que tenía muchos elementos de Fort Minor.
El 14 de septiembre de 2020, mientras escuchaba el álbum en su transmisión, Mike dijo que «"When They Come For Me" fue difícil y nos eludió por un tiempo».

## Canción
Es la quinta pista del disco A Thousand Suns, y es la continuación del instrumental de 18 segundos «Empty Spaces». La canción contiene el rapeo de Mike Shinoda. Junto con Waiting For The End y «Wretches And Kings» esta canción contiene un estilo de rapeo más marcado en comparación a las demás canciones del disco.

## Contenido lírico y estructura
La canción es básicamente una respuesta a la crítica y a los fanes que se han quejado continuamente del cambio de la banda, Mike quiere dejar en claro que no es el típico modelo a seguir, En la frase «I am not / the fortune and the fame not the same person telling you to forfeit the game» cita el primer verso de la canción Points of Authority de su álbum debut refiriéndose a que el cambio de la banda se debe a que no son las mismas personas que 10 años atrás así como la frase «And I'm not a robot I'm not a monkey I will not dance even if the beat's funky» hace referencia a que no van producir un tipo se música solo porque la demás gente se lo sugiera.
La canción termina con chester cantando «When they come for me I'll be gone» también de fondo y al final de la canción podemos escuchar a Brad Delson gritando algunas líneas en español.
Además en los arreglos al final de la canción aparece el aporte del Polaco de ciberapodo «Nobrain» que ganó el concurso «The Catalyst Featuring you» el cual consistía en participar en los arreglos de una de las canciones del disco en el cual «When They Come For Me» fue la elegida.

## Presentaciones en vivo
La canción debutó en el A Thousand Suns Tour el 7 de octubre de 2010 en el Estadio José Amalfitani siendo la canción número 7 del setlist sucedida por «No More sorrow». Durante el Tour, Brad Delson y Chester Bennington tocaron la percusión junto a Rob Bourdon, mientras Shinoda rapea, Phoenix toca el bajo y Joe Hahn reproduce las guitarras y los efectos. Brad también hablaba a través de un megafono tal como en la canción original

## Músicos
- Chester Bennington - segunda voz y coros, percusión
- Mike Shinoda - rapping, sintetizadores, sampler, theremin
- Brad Delson - guitarra, percusión, coros
- Joe Hahn - turntablism, disk jockey, coros
- Dave Farrell - bajo, coros
- Rob Bourdon - batería, coros